# Ziemica półkulista

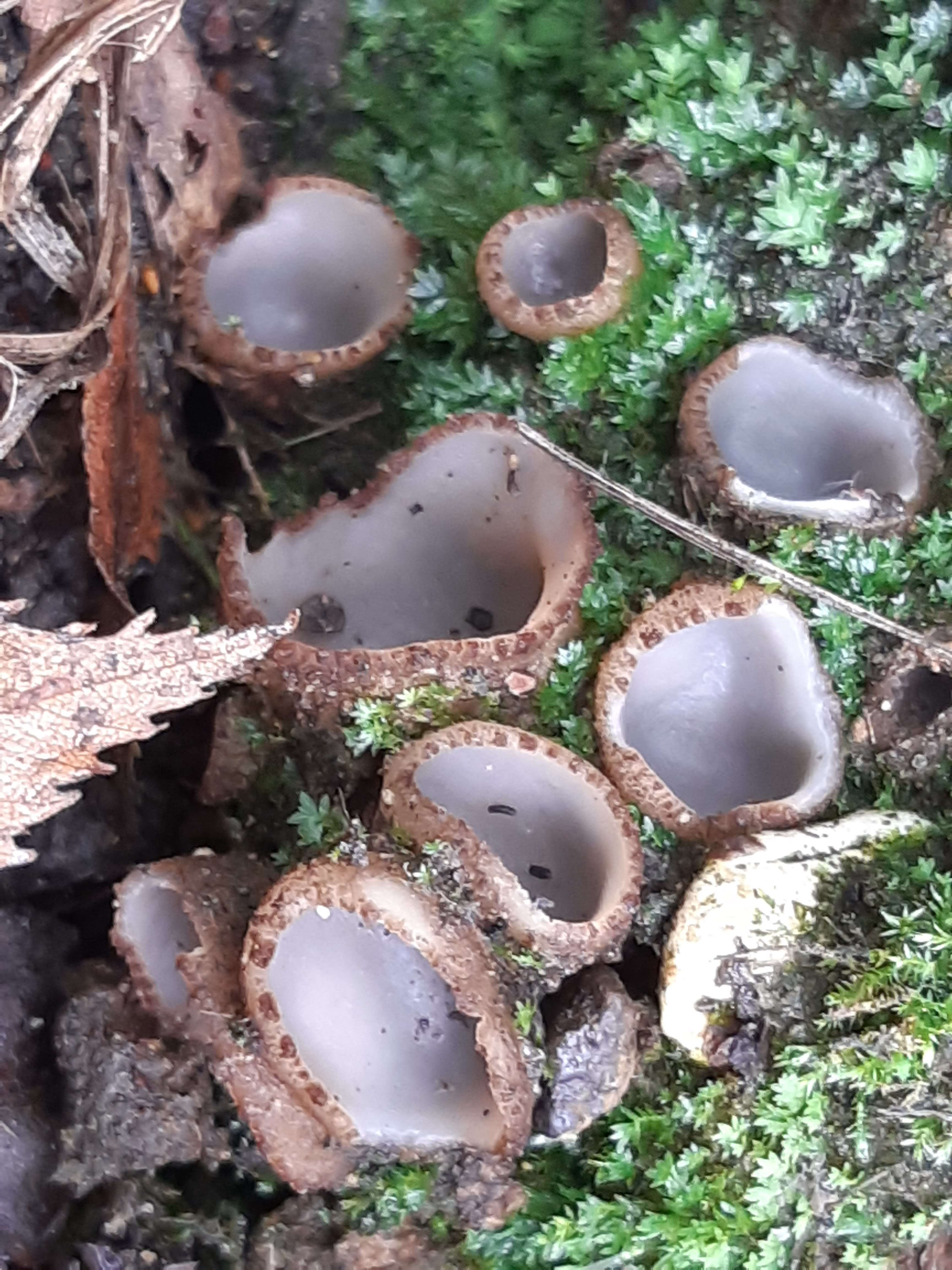

Ziemica półkulista (Humaria hemisphaerica (F.H. Wigg.) Fuckel) – gatunek grzybów należący do rzędu kustrzebkowców (Pezizales).

## Systematyka i nazewnictwo
Pozycja w klasyfikacji według Index Fungorum: Humaria, Pyronemataceae, Pezizales, Pezizomycetidae, Pezizomycetes, Pezizomycotina, Ascomycota, Fungi.
Po raz pierwszy takson ten opisał w 1780 roku Friedrich Heinrich Wiggers, nadając mu nazwę Peziza hemisphaerica. Obecną nazwę nadał mu w 2005 r. Leopold Fuckel.
Ma 19 synonimów. Niektóre z nich:
- Lachnea hemisphaerica (F.H. Wigg.) Gillet 1880
- Mycolachnea hemisphaerica (F.H. Wigg.) Maire 1937
- Tricharia hemisphaerica (F.H. Wigg.) Boud. 1911[2].

Nazwa polska według M.A. Chmiel.

## Morfologia
Owocnik
Typu apotecjum bez trzonu, początkowo miseczkowaty, w trakcie rozwoju coraz bardziej rozszerzający się i osiągający średnicę do 3 cm. Powierzchnia górna o barwie od białej do białoniebieskawej i dość gładka, powierzchnia dolna brązowa i gęsto owłosiona, z włoskami wystającymi ponad brzeg miseczki. Miąższ brązowawy, kruchy, bez zapachu.
Cechy mikroskopowe
Worki 8-zarodnikowe z nieamyloidalnymi wierzchołkami. Parafizy nitkowate z maczugowatymi wierzchołkami, septowane, w KOH szkliste. Zarodniki 20–24 × 10–12 µm, w KOH gładkie, w odczynniku Melzera brodawkowate lub chropowate, eliptyczne, często z nieco spłaszczonymi końcami, początkowo z dwiema gutulami, które po osiągnięciu dojrzałości rozpadają się na drobne kropelki. Włoski ze spiczastymi wierzchołkami, gładkie, w KOH brązowe, często septowane, o szerokości 7,5–12,5 µm, grubościenne.
Gatunki podobne
Jest wiele gatunków grzybów o miseczkowatych owocnikach naziemnych, ale ziemica półkulista jest łatwa do odróżnienia. Inne gatunki tych grzybów albo są jaskrawo ubarwione, albo mają mniejsze owocniki, albo występują tylko na wypaleniskach. Podobne są gatunki z rodzaju Jafnea, ale nie występują w Polsce.

## Występowanie i siedlisko
Humaria hemisphaerica jest szeroko rozprzestrzeniona w Ameryce Północnej, Środkowej, Europie i Azji, pojedyncze jej stanowiska podano także w Ameryce Południowej. W Europie występuje od Morza Śródziemnego po Islandię i północne krańce Półwyspu Skandynawskiego. W Polsce M.A. Chmiel w 2006 r. przytoczyła liczne stanowiska tego gatunku, w późniejszych latach również podano wiele jego stanowisk.
Grzyb naziemny, mykoryzowy, żyjący w symbiozie z drzewami, ale czasami także grzyb saprotroficzny, rozwijający się na silnie zbutwiałym drewnie. Owocniki tworzy pojedynczo lub grupkami, zwykle od lipca do października, w miejscach wilgotniejszych lub po deszczach w lasach mieszanych, zaroślach i parkach.
Jest grzybem niejadalnym.